# Natalia Titova
Natalia Titova (in russo Наталья Титова?, Natal'ja Titova; Mosca, 1º marzo 1974) è una ballerina russa naturalizzata italiana.

## Biografia
Nasce a Mosca e inizia a danzare quando ha solo 3 anni.
Arriva in Italia nel 1998 per ballare con Simone di Pasquale, al quale sarà per un certo periodo di tempo legata sentimentalmente, e fino al 2006 partecipa a numerose competizioni di ballo internazionali. È stata vincitrice del UK Rising Star Prof, si è classificata seconda al Blackpool Rising Star Prof, terza all'Assen Open Prof ed è stata finalista al World Masters di Innsbruck.
La popolarità per Natalia arriva nel 2005 con la partecipazione in qualità di maestra di ballo al programma di Rai 1 Ballando con le stelle, condotto da Milly Carlucci, del quale farà parte fino al 2014, anno in cui annuncerà di lasciare il programma.
Nel 2006, in coppia con Simone Di Pasquale, interpreta a teatro il ruolo di Stephanie Mangano nel musical La febbre del sabato sera, diretto da Massimo Romeo Piparo.
Nel 2007 è co-protagonista dello spettacolo teatrale “Tanto d’amore e…”
Dal 2007 al 2013, il forte sodalizio professionale con il ballerino Samuel Peron li porta a partecipare a importanti eventi pubblici, privati, teatrali e televisivi in tutta Europa, tra i quali Radio Pico Estate Live, Premio Barocco, Festa della Polizia.
Il 21 marzo 2009 vince la quinta edizione di Ballando con le stelle in coppia con Emanuele Filiberto di Savoia. Nel 2009, con il cast di Ballando con le stelle e, è ospite degli Oscar della TV ed è protagonista della sigla di apertura del Galà dei giochi del Mediterraneo, girata negli spettacolari interni della casa di Gabriele D'Annunzio.
Dal 2009 al 2019 è direttrice artistica della scuola di ballo Dance Lab Studio.
Nel 2010 conduce la 13ª edizione di Meeting del mare su Rai 1 con Massimo Proietto ed è tra i protagonisti del musical “Tutto questo danzando”, durante il quale condivide il palco con molti dei ballerini di Ballando con le stelle, con l’imitatore Gabriele Marconi e con il cantante Mikee Introna.
Dal 2015 al 2020 è insegnante di danza latino-americana del programma Amici di Maria De Filippi.
Nel 2019 fonda a Roma la Natalia Titova Academy.

## Vita privata
Dal 2006 Natalia è legata sentimentalmente al nuotatore campione olimpico Massimiliano Rosolino, conosciuto durante la terza edizione di Ballando con le stelle. Dalla loro relazione sono nate due figlie.

## Ballando con le stelle
Natalia Titova ha partecipato a quindici edizioni del talent show:
- 2005 - Prima edizione: seconda (in coppia con l'attore comico Francesco Salvi)
- 2005 - Seconda edizione: terza (in coppia con l'attore Vincenzo Peluso)
- 2005/2006 - I Campioni: quarta (in coppia con Vincenzo Peluso)
- 2006 - Terza edizione: quinta (in coppia con il nuotatore Massimiliano Rosolino)
- 2006/2007 - La supercoppa: quinta (in coppia con Vincenzo Peluso)
- 2007 - Quarta edizione: terza (in coppia con il giornalista Ivan Zazzaroni)
- 2009 - Quinta edizione: Vincitrice (in coppia con il principe Emanuele Filiberto di Savoia)
- 2010 - Sesta edizione: ritirata (in coppia con l'attore Lorenzo Crespi)
- 2010 - Sesta edizione: Ballerina per una notte (in coppia con Massimiliano Rosolino)
- 2011 - Settima edizione: non partecipa in quanto incinta
- 2012 - Ottava edizione: quinta (in coppia con l'ex calciatore Bobo Vieri)
- 2012 - Ballando con te: quarta (in coppia con Bobo Vieri)
- 2013 - Nona edizione: quarta (in coppia con l'attore Lorenzo Flaherty)
- 2014 - Decima edizione: (in coppia poi ritirati con il comico Teo Teocoli)
- 2014 - Decima edizione: (in coppia con Roberto Cammarelle)

## Programmi televisivi
- Ballando con le stelle (Rai 1, 2005-2014) ballerina professionista
- Amici di Maria De Filippi (Canale 5, 2015-2020) insegnante di danza latino-americana
- Dance with me (Teen Tv, 2020) conduttrice
- La pupa e il secchione  (Italia 1, 2021) Ospite speciale

## Pubblicazioni
- Puoi volare anche se non hai le ali (2010)